# Lacul Zănoaga Mare
Lacul Zănoaga Mare este un lac glaciar situat în Munții Retezat, care fac parte din grupa montană Retezat-Godeanu a Carpaților Meridionali. Este cel mai adânc lac de acest tip din țară, adâncimea lui maximă fiind de 29 m. Este un lac format într-un circ glaciar.
Așezat în căldarea glaciară a Judelui, pe versantul sudic al muntelui Sesele, la altitudinea de 1997 m, lacul are o formă circulară, lungimea și lățimea maximă îi sunt de 360, respectiv 260 m, iar perimetrul 875 m, realizând astfel o suprafață de 6,0 ha și un volum al apei de 693000 m3.
Glaciațiunile cuaternare pleistocene din Carpați au lăsat numeroase urme: căldări (circuri glaciare), văi suspendate, văi cu profil în formă de U și în trepte, morene și lacuri glaciare. Asemenea urme, care au fost atribuite ultimelor două glaciațiuni, Riss si Wurm, se întâlnesc în Munții Rodnei, Munții Călimani, Munții Bucegi, Munții Făgăraș, Munții Iezer-Păpușa, Munții Parîng, Munții Retezat, Munții Godeanu și Muntii Țarcu.
În general, lăcașurile lacurilor au fost dăltuite de ghețari în stânca tare a masivelor muntoase, la obârșia văilor sau chiar pe văi, formând lacuri de circ și de vale glaciara. Cele mai numeroase s-au format în neregularitățile create de morenele de fund frontale si laterale ale glaciațiunii de calotă.
Lacurile de circ au ponderea cea mai mare, sunt mici în suprafață și puțin adânci, dar sunt cunoscute și cazuri cu adâncimi surprinzătoare. Circurile glaciare au o formă oarecum circulară și se găsesc în imediata apropiere a crestei muntoase, la obârșia văilor. Zăpezile accumulate și transformate în gheață la obârșia văilor, prin subsăpare au format depresiuni limitate în partea inferioară de praguri glaciare. Acest tip de lacuri se găsește în fiecare lanț muntos care a fost afectat de glaciațiune: în Munții Rodnei, Munții Făgăraș și Munții Retezat (lacurile Bîlea, Podragu, Capra, Buda, Bucura, Zănoaga).
Lacurile de circ nu se gasesc numai izolate, la obârșia unei vai. În anumite bazine superioare mai mari și ramificate s-au dezvoltat suite de circuri, numite circuri complexe (de exemplu Bucura în Munții Retezat). O alta formă întâlnită în relieful glaciar este aceea a circurilor în trepte, dezvoltate pe același ax de vale, ca urmare a succesiunii fazelor glaciare.